# 升潟村
升潟村（ますがたむら）は、かつて新潟県西蒲原郡にあった村。1961年6月10日の合併によって消滅し、現在は新潟市西蒲区及び西区の各一部となっている。
以下の記述は合併直前当時の旧升潟村に関しての記述であり、現在では名称等が異なる場合がある。なお、ここに記述されていない内容に関しては新潟市などの記事を参照。

## 沿革
- 1889年（明治22年）4月1日 - 町村制施行に伴い西蒲原郡升潟村、兵右衛門新田、大潟村古新田、浦村新田村、大関村古新田、升岡新田、與兵衛野新田、三角野新田、貝柄新田、堀上新田、熊潟新田が合併し、升潟村が発足。
- 1961年（昭和36年）6月10日 - 西蒲原郡西川町（にしがわまち）と合併し、西川町（にしかわまち）を新設して消滅。

## 地域
升潟村は、合併した村名を継承する以下の大字で構成される。
升潟（ますがた）
1889年（明治22年）まであった升潟村の区域。現在の新潟市西蒲区升潟。
兵右衛門新田（ひょううえもんしんでん）

1889年（明治22年）まであった兵右衛門新田の区域。現在の新潟市西蒲区兵右衛門新田。
大潟（おおかた）

1889年（明治22年）まであった大潟村古新田の区域。現在の新潟市西蒲区大潟。
浦村（うらむら）

1889年（明治22年）まであった浦村新田村の区域。現在の新潟市西蒲区浦村。
大関（おおせき）

1889年（明治22年）まであった大関村古新田の区域。現在の新潟市西蒲区大関。
升岡（ますおか）

1889年（明治22年）まであった升岡新田の区域。現在の新潟市西蒲区升岡。
與兵衛野新田（よへえのしんでん）

1889年（明治22年）まであった與兵衛野新田の区域。現在の新潟市西蒲区與兵衛野新田、西区與兵衛野新田。
三角野新田（さんかくのしんでん）

1889年（明治22年）まであった三角野新田の区域。現在の新潟市西蒲区三角野新田。
貝柄新田（かいがらしんでん）

1889年（明治22年）まであった貝柄新田の区域。現在の新潟市西蒲区貝柄新田。
堀上新田（ほりあげしんでん）

1889年（明治22年）まであった堀上新田の区域。現在の新潟市西蒲区堀上新田。
熊潟新田（くまがたしんでん）

1889年（明治22年）まであった熊潟新田の区域。現在の新潟市西蒲区熊潟新田。